# Zlatník
Zlatník é um município da Eslováquia, situado no distrito de Vranov nad Topľou, na região de Prešov. Tem 6,28 km² de área e sua população em 2018 foi estimada em 74 habitantes.

## Demografia
| Ano:        | 1994 | 2004    | 2014   | 2024    |
| ----------- | ---- | ------- | ------ | ------- |
| Broj ljudi: | 86   | 76      | 79     | 70      |
| Razlika:    |      | -11,62% | +3,94% | -11,39% |

| Ano:               | 2023 | 2024   |
| ------------------ | ---- | ------ |
| Número de pessoas: | 72   | 70     |
| Diferença:         |      | -2,77% |